# چگونه سگ همسایه خود را بکشید
چگونه سگ همسایه خود را بکشید (به انگلیسی: How to Kill Your Neighbor's Dog) فیلمی محصول سال ۲۰۰۲ و به کارگردانی مایکل کالسنیکو است. در این فیلم بازیگرانی همچون کنت برانا، رابین رایت، جرد هریس، لین ردگریو، پیتر ریجرت، دیوید کرامهولتز، جاناتان شیچ، لوسیندا جنی، پری گیلپین و کاترین هاپکینز ایفای نقش کرده‌اند.